# Moldován István (nagyprépost)
Moldován István (Mezőcikud, 1813. augusztus 1. – Lugos, 1900. november 4.) pápai prelátus, lugosi görögkatolikus nagyprépost.

## Élete
Középiskoláit Kolozsvárt, a teológiát Balázsfalván végezte. 1838-ban pappá szentelték. Lelkész volt Aranyosgyéresen, Medgyesen, 1852-ben püspöki külhelyettes Hátszegen, 1857. január 15-től lugosi olvasó-kanonok, 1859-től nagyprépost, 1860-tól püspöki helyettes, 1871-től pápai prelátus. 1884-ben agg korára való tekintetből a püspöki helyettesség alól felmentték.
A Transilvaniában kiadta a Kemény József gróf Registra archivorum- és Diplomatariumában található, a ruméneket érdeklő eseményeket és a szent unió terjesztéséről leírt történeteit, valamint Hátszeg városnak és vidékének régiségeiről és történeteiről tett jegyzeteit.

## Munkái
- Brevis notitia eventuum memorabilium civilium et ecclesiasticorum populi Romani… 1859.
- Egyházi beszédek… két kötet. (Ezen munkákról hiányosak a könyvészeti följegyzések úgy czímre, mint a megjelenési helyre és időre nézve).

Kézirati munkái: Dobra Sándor I. lugosi püspök élete és tevékenysége; a lugosi püspökség és sok egyéb (az egyházmegyei könyvtárban).